# Fosfin
Fosfin eller phosphin med det systematiske navn fosfan eller phosphan er en meget giftig, ætsende og brandfarlig luftformig fosfor-forbindelse med den kemiske formel PH3. Ren fosfin er lugtløs, men forekommer ofte sammen med difosfin (P2H4).
Fosfin skal ikke forveksles med giftgassen fosgen, COCl2.
Fosfin er fundet i Venus’ atmosfære og kan være en indikator for liv.

## Henvisning
1. ↑  "Did Scientists Just Find Signs of Life on Venus? Universe Today 2020". Arkiveret fra originalen 18. oktober 2020. Hentet 17. oktober 2020.

## Eksterne links
- Phosphin. Beredskabsstyrelsen Arkiveret 16. december 2013 hos  Wayback Machine

- ANTI-FOSFIN ADDITIV. SIKKERHEDSDATABLAD Arkiveret 16. december 2013 hos  Wayback Machine